# Serra Azul de Minas
Serra Azul de Minas est une municipalité brésilienne de l'État du Minas Gerais et la microrégion de Conceição do Mato Dentro.